# 香川県道237号黒渕本大線
香川県道237号黒渕本大線（かがわけんどう237ごう くろぶちもとだいせん）は、香川県観音寺市を通る一般県道である。

## 概要
観音寺市柞田町（くにたちょう）からJR四国予讃線に沿って観音寺市本大町に至る。2000年代には道路拡張によって大型小売店の出店が相次いだ。

### 路線データ
- 起点：香川県観音寺市柞田町（観音寺市柞田町交差点、香川県道・徳島県道8号観音寺佐野線交点）
- 終点：香川県観音寺市本大町（観音寺市本大町交差点、国道11号交点）
- 総延長：4.6 km

## 路線状況

### 道路施設

#### 橋梁
- 黒渕橋（柞田川）
- （加儀田川）
- 藤の木橋（藤の木川）
- 流岡橋（一ノ谷川）

他、計10橋梁総延長137m

## 地理

### 通過する自治体
- 観音寺市

### 交差する道路
| 交差する道路                      | 交差する場所           | 交差する場所                |
| --------------------------------- | ---------------------- | --------------------------- |
| 香川県道・徳島県道8号観音寺佐野線 | 柞田町（くにたちょう） | 観音寺市柞田町交差点 / 起点 |
| 香川県道242号福田原観音寺線       | 昭和町3丁目            |                             |
| 香川県道240号粟井観音寺線         | 昭和町3丁目            |                             |
| 徳島県道・香川県道6号込野観音寺線 | 坂本町5丁目            |                             |
| 国道11号                          | 本大町                 | 観音寺市本大町交差点 / 終点 |

### 沿線
- 観音寺警察署
- イオンタウン観音寺店
- 三豊ケーブルテレビ放送